# Gabú
Gabú er en by i det østlige Guinea-Bissau, hovedstad i en region af samme navn, og med et indbyggertal (pr. 2008) på cirka 14.300.
1. ↑  Guinea-Bissau. Cities & Urban Localities, Citypopulation.de (fra Wikidata).